# Hanti-Manszijszk
Hanti-Manszijszk (oroszul: Ханты-Мансийск, hantiul: Ёмвош, Ёмвоҷ, manysiul: Абга) város Nyugat-Szibériában, Oroszország Tyumenyi területén. Az olajbányászatáról híres Hanti- és Manysiföld közigazgatási központja, de nem a legnagyobb és nem is a legnépesebb városa (lásd: Szurgut).
Lakossága: 67 765 fő (2008. január 1.). A foglalkoztatottak száma ekkor közel 46 000 fő volt, nyugdíjban részesült 11 285 fő.
Lakossága: 80 151 fő (a 2010. évi népszámláláskor).

## Fekvése
A fenyőerdőkkel, gyakran mocsaras tajgával borított Nyugat-szibériai-alföld közepén, a két nagy szibériai víziút: az Ob és az Irtis összefolyásához közel fekszik. Az Irtis torkolatától kb. 18 km-re, a folyó jobb partján terül el. Távolsága Moszkvától légvonalban 2760 km, Tyumenytől országúton 930 km. Teljes területe 33 776 ha, ebből csaknem 12 000 ha az erdős-bokros terület. A város főként a sík vidékből kiemelkedő, árkokkal hét részre szabdalt dombra épült, melyet néha hegynek neveznek, bár tengerszint feletti magassága a városban sehol nem éri el a 120 m-t.

## Történeti áttekintés
A mai város két település: a tulajdonképpeni Hanti-Manszijszk és a szomszédos Szamarovo falu összevonásával keletkezett. Amikor 1950-ben városi rangot kapott, az előbbi rész alig húszéves volt, az utóbbi azonban több évszázados múltra tekintett vissza, alapítási időpontjának hivatalosan az 1637. évet tekintették. Egy újabb hivatalos verzió azonban a város történetének kezdetét 55 évvel korábbi időpontban állapította meg.

### Szamarovo
A vidék őslakosai a finnugor népek ugor ágához tartozó hantik, akiket az oroszok és a régi leírások többnyire osztjákoknak neveztek. A hantik általában folyóvölgyekben, a vízparthoz közel alakították ki szálláshelyeiket, melyeket néha árokkal és fatörzsekből készült fallal vettek körül, ezeket vosnak nevezték. A 16. században az Irtis és az Ob találkozásánál magasodó dombon állt Szamar hanti (osztják) fejedelem erőssége, (oroszból átírva: Tonh-poh-vos, Тонх-пох-вош), azaz a „szent fiú vára”.
A település első, 1582-ből való írásos említését történészek egy csoportja 2003-ban egy szibériai évkönyvben találta meg. Eszerint Szamar fejedelem várát a Szibériában portyázó (és Tyumenyt is megalapító) Jermak kozákjainak egy csoportja támadta meg, a várat elfoglalták és fejedelmét megölték. A mai város történetét hivatalosan az első írásos említés időpontjától, az 1582. évtől számítja.
1637-ben cári rendelettel ezen a helyen postakocsi állomást létesítettek, ez volt a „Szamarovói jam”. Oroszország európai részéről 50 kocsist (jamscsik-ot) telepítettek ide, ők gondoskodtak váltott lovakról, az erre utazók kiszolgálásáról. A település sokáig az Ob menti Szurgutba, Berezovba és Obdorszkba (ma: Szalehard) utazók megálló helye volt, közigazgatásilag az 1708-ban létrehozott Szibériai kormányzósághoz, azon belül a Tobolszki körzethez tartozott, lakói halászattal, vadászattal, állattartással is foglalkoztak. Kőtemploma 1808–1816 között épült, melynek alapozásakor egy egyházi feljegyzés szerint a településnek 242 háza, 721 férfi és 725 női lakosa volt. Egy másik forrás szerint) 1853-ban a faluban csak 370 férfi és 350 nő lakott.
Nyugat-Szibéria és az Ob-vidék megismerésére a 19. században több expedíció is szerveződött, ezek többnyire Szamarovót is érintették és rövid leírást adtak róla. 1876-ban itt járt Alfred Brehm is, a magyar kutatók közül pedig többek között Jankó János 1898-ban, aki naplójában a helyi konzervüzem tulajdonosát, Zemcovot is többször megemlíti.
A falu partjaihoz 1860-ban érkezett az első gőzhajó, 1873-ban megépült a kikötő. Szamarovo ekkorra már a víziút egyik kereskedelmi és halászati központja, a Tyumeny és Tomszk közötti hajójáratok kikötője lett, de a Szibériát átszelő később lefektetett vasútvonal jóval délebbre épült ki és így elkerülte. Az 1880-as években kiigazították az utcákat, megjelentek a járdák, 1910-re pedig elkészült a távíróvonal, mely Tobolszkkal, Szurguttal és Berezovóval teremtetett összeköttetést.
1923-ban az új közigazgatási beosztás szerint a falu az Uráli terület, ezen belül a Tobolszki körzet része lett. 1925-ben a dombon rádióállomás, mellette kisebb áramfejlesztő telep kezdte meg működését. A falu lassú fejlődésnek indult, kórház, fűrésztelep, halkombinát létesült, majd a szomszédban épülő új település a kikötő forgalmát is fellendítette.

### Hanti-Manszijszk
1930 decemberében a Szovjetunióban nyolc nemzetiségi körzet kialakítását határozták el. Köztük volt az Osztják-Vogul Nemzetiségi Körzet is, melynek székhelyet kellett találni. A bizottság végül Szamarovótól 5 km-re északra, a Szamarovói domb lábánál fekvő területet találta alkalmasnak az új székhely felépítésére. A település neve Osztjako-Vogulszk lett, ezt 1940-ben Hanti-Manszijszkra, a körzet nevét pedig Hanti-Manysi Nemzetiségi Körzetre változtatták. Az építkezésen a szomszédos falu lakóin kívül politikai elítéltek is részt vettek. Az 1930-as években nyomda, könyvtár, iskola épült, rendszeres repülőgépjárat indult. Az első téglaépületet csak 1937-ben emelték a villanyerőmű céljára, bár a korlátozott áramszolgáltatás már három évvel korábban elkezdődött. Ahogy a település növekedett, Szamarovo kikötőjéből egyre több árut kellett a dombot megkerülő földúton szállítani, ezért a dombon át a tajgában utat vágtak, és ez végül a két település egyesítéséhez vezetett. Hanti-Manszijszk 1950-ben városi rangra emelkedett, Szamarovo közigazgatásilag is a város része lett.
1934-ben az Omszki területhez csatolták, 1944 óta az autonóm körzettel együtt a Tyumenyi területhez tartozik. A kisváros életében a gáz- és olajmezők felfedezése és kitermelése alapvető változást hozott, helyzete regionális központként felértékelődött, lakossága gyorsan növekedett. 1977-ben a körzet nevét – a „nemzetiségi” szót az "autonóm" szóra cserélve – Hanti-Manysi Autonóm Körzetre változtatták; a Szovjetunió felbomlása után, 1993-ban pedig az autonóm körzet jogilag Oroszország többi alanyával egyenrangú státust. Hanti-Manszijszk így gyakorlatilag az ország olajban leggazdagabb régiójának fővárosa lett.
A hanti és a manysi népről elnevezett város 2007-ben ünnepelte fennállásának 425. évfordulóját. Ebből az alkalomból látványos ünnepségeket rendeztek, melyen többek között harci játékkal elevenítették fel a hantik legyőzésének történetét.

## A mai város

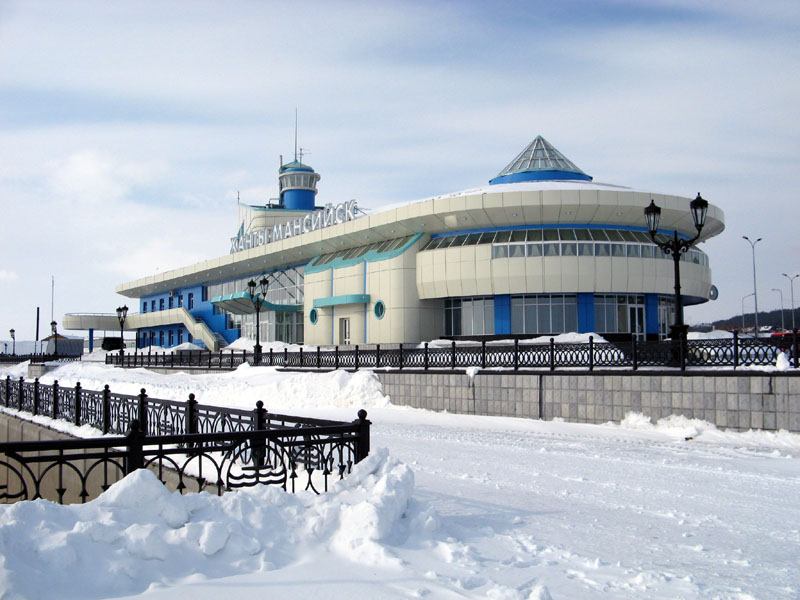
A folyami kikötő (személyszállítás) épülete (2007. március)

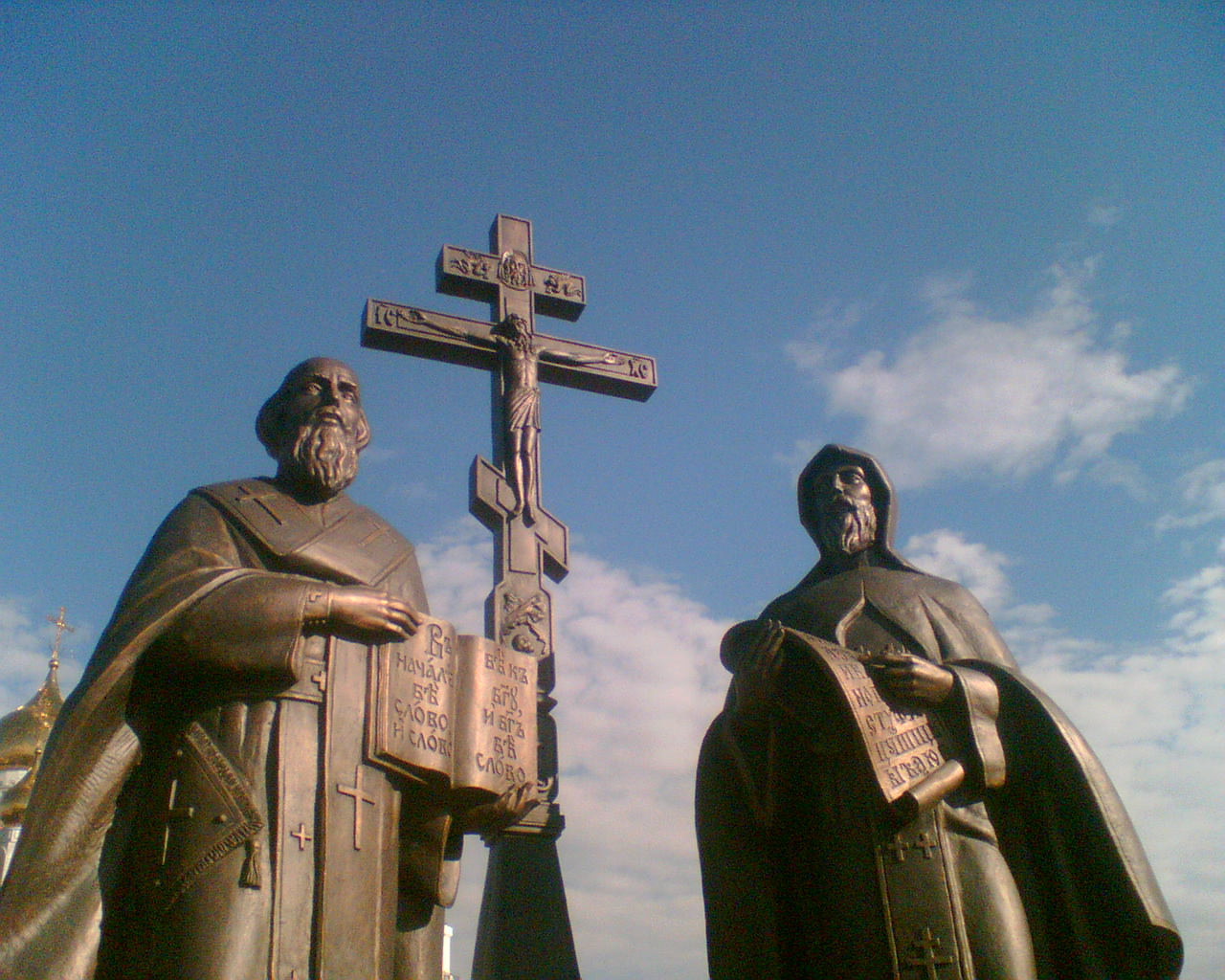
Szent Cirill és Szent Metód emlékműve Hanti-Manszijszkban. A szlávok apostolai.

Hanti-Manszijszk az 1990-es évek közepétől dinamikusan fejlődő város képét mutatta. A hatalmas olajbevételekből állami intézmények modern épületei, bankok és tudományos intézetek irodaházai, új egyetemi városrész és ultramodern repülőtér, szórakoztató- és sportközpontok épültek. Emellett folyamatosan jelen voltak a korábbi idők városképét meghatározó faházak és házgyári lakótelepek is. 2008 elején készen álltak a tervek a város melletti tajgában építendő 160 ezer m²-es luxus szállodakomplexum építésére.

## Népesség
- 1989-ben 34 462 lakosa volt.
- 2002-ben 53 953 lakosa volt.
- 2010-ben 80 151 lakosa volt, melyből 56 061 orosz, 4 054 tatár, 3 005 hanti, 2 381 ukrán, 1 532 tadzsik, 1 500 azeri, 1 208 manysi, 1 020 kirgiz, 896 üzbég, 597 német, 423 baskír, 351 fehérorosz, 346 örmény, 332 kazah, 319 csuvas, 317 moldáv, 294 lezg, 271 kumik, 179 nogaj, 173 komi, 135 mari, 132 török, 120 csecsen, 117 dargin stb.

### A város vezetése
2001-ben, majd 2006-ban másodszor is Valerij Mihajlovics Szugyejkint választották meg polgármesternek. Később befolyással való visszaélés gyanúja miatt eljárás indult ellene, mire 2007 őszén lemondott. (Politikai megfigyelők szerint valószínűleg hatalmi harc áldozata lett.). A 2008 márciusában megtartott választáson az Egységes Oroszország párt jelöltje, Andrej Gennagyjevics Bukarinov nyert. Az új polgármester 1962-ben született, végzettsége építészmérnök.
A városi képviselőtestület (duma) elnöke Vaszilij Alekszandrovics Filipenko, a Hanti-Manysi Autonóm Körzet kormányzójának fia. 1973-ban született, szintén építészmérnök. 2006-ban választották meg képviselővé, és azonnal a testület elnöke lett.

### Gazdaság
A legnagyobb vállalatok természetesen a szénhidrogén-iparban, a kitermelésben, illetve a kutatásban érdekeltek. Közöttük legnagyobb a Szibnyefty-Jugra, (övé a dél-obi olajmezők kitermelésének joga); főként új lelőhelyek felderítésével foglalkozik a Nazim Olaj- és Gázkutató Expedíció és a Hanti-Manszijszk Geofizika. Számos más olajipai cég tart fenn kirendeltséget a városban, de székhelyeik más városokban vannak. A Szeverrecsflot (északi folyami flotta rövidítése) az autonóm körzet folyami személy- és áruszállításának zömét tudhatja magáénak, az élelmiszeripar egyik nagy múltú vállalata a halkombinát.
Bár a várost az olajbevételek éltetik, mégsem az olajipar központja, hanem az üzleti világ találkozóhelye, kulturális-, tudományos és sportközpont kíván lenni. A gyorsan átalakuló város gazdaságának fontos része az építőipar: az új közintézmények, szállodák, sportlétesítmények építése nagy állami megrendeléseket jelent a cégek számára. A 2008-ban megválasztott új polgármester is az egyik legnagyobb építőipari vállalat vezetője volt. A lakásépítés azonban messze elmaradt az irodaházak építkezéseitől; egy nagy ún. mikrorajon felépülése a szamarovói városrészben 2010-re várható. A szolgáltatások, az idegenforgalom, a konferencia- és sportturizmus fejlesztése egyik kiemelt célkitűzése a vezetésnek. A város 15 szállodája közül a Jugra Hotel, a Jugor-völgy, a Sportcentrum és a TV-State szállói a legnagyobbak.

### Közlekedés
Hanti-Manszijszkot 1996 óta autóút köti össze Tyumennyel, illetve az Ob-parti Szurguttal, Nyeftyejuganszkkal. 2004-ben felépült a híd az Irtis felett, mely az autonóm körzet nyugati vidékei felé is megnyitotta az utat. 2002-ben készült el az korszerűen kialakított új repülőtér, kifutópályáján a legnagyobb repülőgépek is leszállhatnak; a légikikötő két évvel később nemzetközi státust kapott. Vasúton azonban a város továbbra sem érhető el. A legközelebbi vasútállomás Pity-Jahban van, onnan, illetve Szurgutból menetrendszerű autóbuszjáratok indulnak a közigazgatási székhelyre.
Az áruszállítás jelentős része a folyókon bonyolódik, és a sűrű folyóhálózatnak köszönhetően hajóval a távolabbi kistelepülések is elérhetőek. A két nagy víziút találkozásánál fekvő város egyúttal forgalmas kikötő: az Ob jelenti a folyami összeköttetést Nyugat-Szibéria nagyvárosaival, északon pedig a tengerrel; az Irtis biztosítja a kapcsolatot Tyumennyel. A hajózási időszak alig 6 hónapig tart.

## Kultúra, oktatás, sport
Hanti-Manszijszknak 15 általános- és középiskolája, 12 felsőfokú oktatási intézménye van, utóbbiak többnyire más egyetemek, főiskolák kihelyezett tagozatai.
- A Jugrai Állami Egyetem az ország egyik legfiatalabb felsőoktatási intézménye. 2001 októberében alapították, ugyanekkor kezdődött épülettömbjeinek építése is, az első épületek 2003-ban készültek el. Az egyetemen bölcsészettudományi-, mérnökképző-, művészeti- és jogi kar működik, és levelező tagozata is van.
- Az Obi-ugor Népek Színháza szintén fiatal intézmény, 2002-ben alakult, első bemutatóját 2004 májusában tartották meg a Barátság Házában.
- 2005-ben nyílt meg a Jugra Klasszik többfunkciós kulturális intézmény, zenei és színházi előadások, társadalmi ünnepek rendezésére alkalmas termeit korszerű technikai berendezésekkel látták el.
- 2006 óta működik a Jugra Expo kiállítási központ, az autonóm körzet egyetlen, nemzetközi vásárok és kiállítások, üzleti találkozók, kongresszusok rendezésére szakosodott intézménye.

A város környékén terül el a sífutó- és biatlonversenyek rendezésére alkalmas, remekül kiépített pálya. Itt rendezték a 2003-as és a 2011-es biatlon világbajnokságot, és a világkupa-versenyeknek is rendszeres helyszíne.
Hanti-Manszijszk adott otthont 2010. szeptember 19. és október 4. között a sakkolimpiának.

### Múzeumok
- A Természet és Ember Állami Múzeum elődje, a körzeti helytörténeti múzeum 1934-ben kezdte meg működését, az akkori időknek megfelelően egy faházban. Kereken 50 évvel később új, korszerű épületbe költözhetett. 1998-ban az autonóm körzet kormányzójának rendeletére a helytörténeti múzeum reprezentatív központi múzeummá alakult át, akkor kapta új nevét.
- A Torum Maa (Torum isten földje) szabadtéri néprajzi múzeum (skanzen). Juvan Sesztalov és Jeremej Ajpin obi-ugor írók kezdeményezésére alapították 1987-ben. A hanti és a manysi nép tárgyi kultúráját, hagyományos életvitelét három részből álló kiállítás mutatja be: „Az Agana-folyó menti hantik nyári szállása”, „Északi manysik téli települése” és „Obi-ugor szent hely”. Utóbbin Torum isten hét fiát jelképező hét bálványoszlop látható, az őslakosság hite szerint a város hét dombja is a hét fiút jelképezi.[10]
- Az Olaj-, Gáz- és Földtani Múzeum megalakítását az autonóm körzet kormányzójának rendeletére hozták létre 1993-ban.
- A V. A. Igosev népművész alkotásait bemutató múzeum 2001-ben nyílt a művész lakóházában.

## Látnivalók, nevezetességek

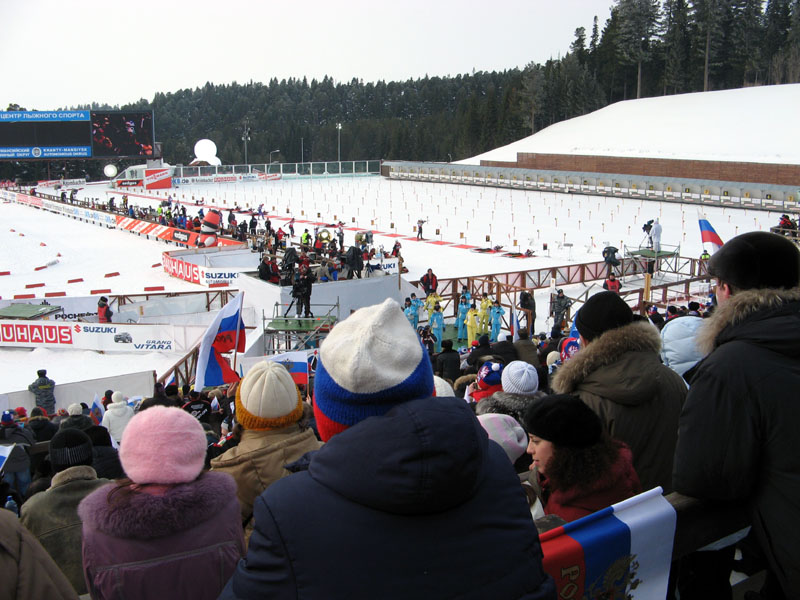
Sípálya a biatlonversenyek idején, 2007 márciusában)

- Szamarovo kőtemplomát a korábbi fatemplom helyett 1808–1816 között emelték. Az 1920-as években bezárták, az épület tégláit a halkombinát építésénél használták fel. 1994-ben sikerült feltárni az egykori templomfal alapjait. A ma látható Istenanya Oltalma-templomot (Церковь Покрова Богородицы) az eredeti alapokra építették és 2004-ben szentelték fel.
- Krisztus Feltámadása-templom (Храм Воскресения Христова). Az épületegyüttest 2001-ben kezdték építeni, 2005-ben elkészült a főépület, a belső terek kiképzése akkor kezdődött el. Az épület mellett Szláv tér néven másfél hektáros parkot alakítottak ki, a templom felé vezető úton felállították Kirill és Metod szobrát.
- A Szamarovói dombon 62 m magas, felfelé nyújtott piramis alakú építmény áll: „Jugria földjének felfedezői„ (Первооткрывателям земли Югорской) emlékére emelték, építése 2003-ra fejeződött be. Alsó szintjén reprezentatív éttermet, a középsőn bemutatótermet, a felső szinten kilátót rendeztek be. A piramist több színben játszó díszvilágítással látták el. Hasonló nevű, bár szerényebb emlékművet állítottak 2003-ban a város központi részén is.
- A domb másik látványosságát az autonóm körzet kormányzójának kezdeményezésére 2007 őszén, a város születésének 425. évfordulóján avatták fel. A hét mamutot ábrázoló szoborkompozíció bronzból készült, teljes súlya 70 tonna, a legkisebb figura is 3 m magas. A kompozíciót úgy helyezték el, mintha a mamutcsorda az erdőből jönne elő. (Az Irtis árterében többször találtak mammutcsontokat.)
- A politikai megtorló intézkedések áldozatainak emlékművét az egykori kolhoziroda helyén állították fel 2006-ban. Erre a helyre érkeztek 1937 és 1954 között azok az elítéltek, akiknek az akkori nemzetiségi körzetben kellett szenvedniük és gyakran meghalniuk többnyire el sem követett bűneikért.
- A sportlétesítmények közül kiemelkedik a nemzetközi szintű biatlonversenyek rendezésére kialakított, 15 000 nézőt befogadó Biatlon Centrum; a 10 000 nézőt befogadó atlétikai stadion és a 2000 személyes nézőtérrel rendelkező fedett Jégpalota.

## Érdekesség
2008. június végén két jelentős nemzetközi rendezvény színhelye volt a város. Itt tartották az Európai Unió és Oroszország vezetőinek csúcstalálkozóját, és Hanti-Manszijszkban rendezték meg a Finnugor Népek V. Világkongresszusát.